# Аричис II
Вижте пояснителната страница за други личности с името Аричис.
Аричис II (на латински: Arichis II.; Harichis, Arechis, Arechi, Aregis, Aretchis, Aragisus; * 734; † 26 август 787) е херцог на Херцогство Беневенто от 758 до 787 и през 774 г. princeps на лангобардите в Юга.

## Биография
Той е син на Аричис, който е третият син на Ромуалд I от Беневенто и Ита. Има сестра, която прави през 774 г. първата игуменка на подарения от него манастарир „Света София“ (Chiesa di Santa Sofia) в Беневенто.
През 758 г. крал Дезидерий навлиза в Сполето и прогонва dux Албоин. Dux Лиутпранд бяга в Отранто и Дезидерий поставя Аричис на престола като dux и го омъжва го за дъщеря си Аделперга. Тя е придружена до Беневенто от учителя си Павел Дякон.
През 774 г. Карл Велики завладява Лангобардското царство. Аричис II се съюзява с него, получава титлата princeps и управлява самостоятелно с кралска власт.
Аричис построява замък в Салерно. Аделперга и Аричис подаряват църквата „Санта София“ в Беневенто.
Той умира на 26 август 787 г. и е погребан в катедралата на Салерно. Аделперга е няколко месеца регентин. Неговият син Гримоалд III се качва на трона в началото на 788 г. и става херцог на Беневенто и Салерно.

## Деца
Аричис и Аделперга, дъщеря на лангобардския крал Дезидерий и съпругата му Анса, имат пет деца:
- Ромуалд (* 761/762; † 21 юли 787)
- Гримоалд III (* 773; † април 806), последва баща си на трона като dux gentis Langobardorum
- Гизулф (*?; † 806)
- Теодерада (*?; † 788)
- Аделчиза (* 773; † 817), игуменка на San Salvatore d´Alife